# Szczawne
Szczawne is een plaats in het Poolse district Sanocki, woiwodschap Subkarpaten. De plaats maakt deel uit van de gemeente Komańcza en telt 400 inwoners.

## Verkeer en vervoer
- Station Szczawne Kulaszne